# Cercamon
Cercamon (fl. 1135-1152) va ser un trobador occità.

## Vida
Segons la seva vida, fou originari de la Gascunya. Molt probablement va ser en origen un joglar. Sembla que la seva obra va ser escrita entre 1135 i 1152, ja que en una de les seves poesies fa referència a la necessitat de prendre Edessa, la caiguda de la qual el 1144 va desencadenar la Segona Croada. S'han conservat de Cercamon poesies de temàtica amorosa, a la manera de Guilhem de Peitieu, i composicions didàctiques i morals amb l'ús de l'antítesi. Va compondre un planh a la mort de Guillem X d'Aquitània.
La seva vida, escrita anys després de la seva mort, diu d'ell: 
Cercamon si fo uns joglars de Gascoingna, e trobet vers e pastoretas a la usanza antiga. E cerquet tot lo mon lai on el poc anar, e per so fetz se dire Cercamons.
Evidentment, l'autor de la vida no sabia gaire cosa d'aquest trobador, ja molt allunyat en el temps, i interpretà el seu nom (cerquet tot lo mon) i valorà la seva poesia com a arcaica.

## Obra

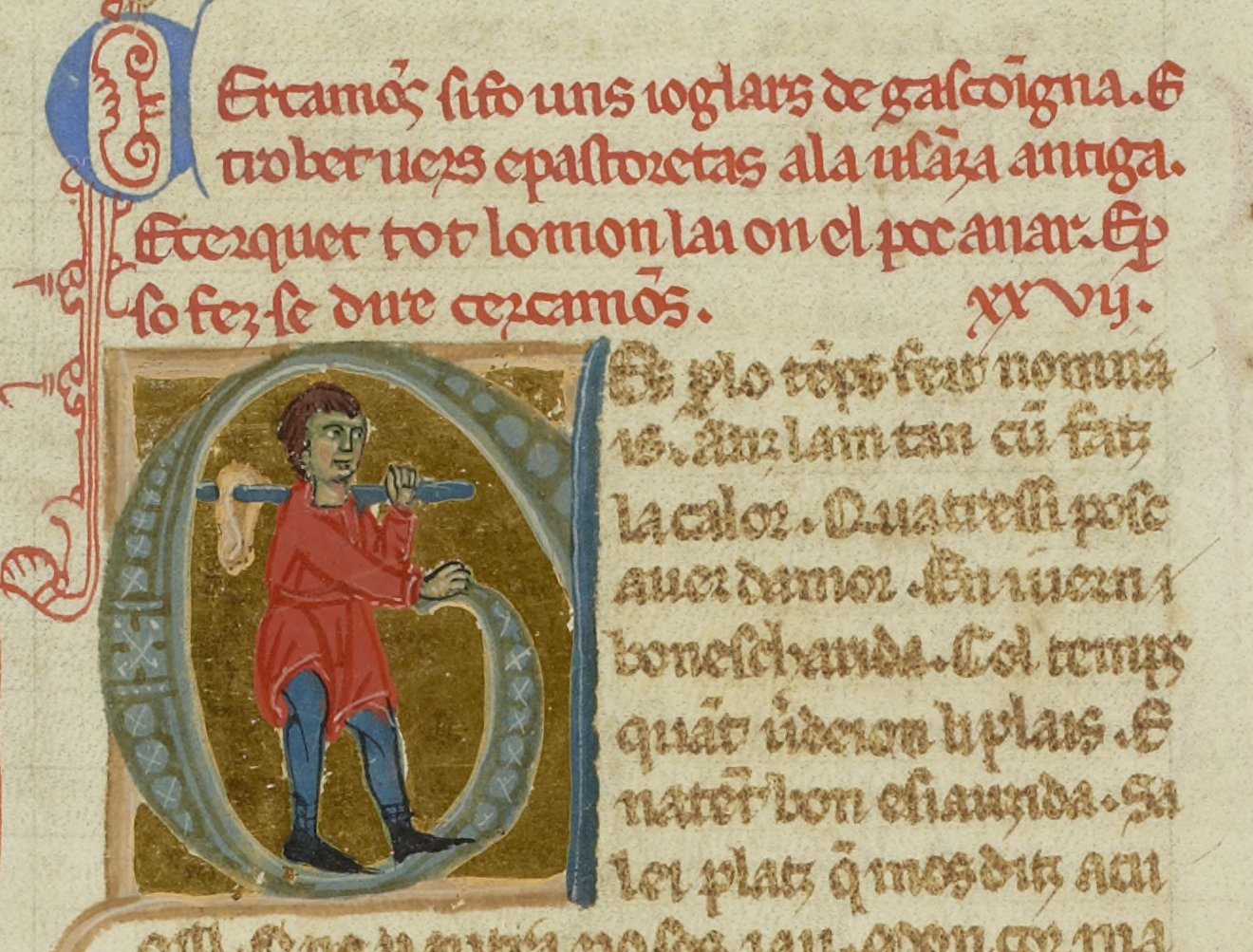
BnF ms. 854 fol. 133, cançoner I

De Cercamon es conserven les següents composicions:
- Cançons:
  - (112,1b)[1] Ab lo temps qe fai refreschar (7 cobles unisonants)
  - (112,2) Ges per lo freg temps no m'irais
  - (112,3) Per fin' Amor m'esbaudira
  - (112,4) Quant l'aura doussa s'amarzis (9 cobles unisonants amb 2 tornades de dos versos)

- Sirventès:
  - (112,1a) Ab lo pascor m'es bel q'eu chant
  - (112,3a) Puoi nostre temps comens'a brunezir (8 cobles unisonants amb 2 tornades de 4 versos)

- Plany:
  - (112,2a) Lo plaing comenz iradament (un dels més antics d'aquest gènere literari, dedicat a Guillem X d'Aquitània, mort el 9 d'abril de 1137 i fill del primer trobador conegut, Guillem IX - 9 cobles singulars, a8 a8 a8 a8 a8 b8, b sempre amb la mateixa rima en -is)

- Tençó
  - (112,1) Car vey fenir a tot dia (tençó amb un Guilhalmí, desconegut; és una de les tençons més antigues de la poesia trobadoresca, junt amb la de Marcabrú i Uc Catola)

- Cançó religiosa
  - (112,1c) Assatz es or' oimai q'eu chant